# Zeda Vardzia
Zeda Vardzia (en georgiano: ზედა ვარძია, literalmente, "Vardzia superior") es una iglesia ortodoxa georgiana del siglo XI, dedicada a Theotokos, ubicada en el municipio de Aspindza en la región meridional de Samtskhe-Javakheti, en Georgia. La iglesia está situada a 3 km al noroeste de Vardzia, el complejo medieval excavado en la roca. La iglesia está inscrita en la lista de los Monumentos culturales inamovibles de importancia nacional de Georgia.

## Historia
La iglesia de Zeda Vardzia fue construida en el siglo XI. Una inscripción en la piedra del muro del sótano menciona "Liparit, eristavt-eristavi", probablemente en referencia a Liparit IV, Duque de Kldekari, quien murió cerca de 1060. Albergó a una comunidad monástica trasladada a un complejo nuevo y mucho más grande de monasterios excavados en la roca de Vardzia durante el reinado de Jorge III de Georgia (1156–1184).
Después de que en el siglo XVI los otomanos conquistasen Mesjetia, la provincia donde se encontraba Zeda Vardzia, el monasterio quedó desierto y el edificio de la iglesia se derrumbó. La iglesia atrajo la atención académica gracias al estudiante francés de antigüedades caucásicas, Marie-Félicité Brosset, quien visitó el área desde 1847 hasta 1848. En 1875, el erudito georgiano Dimitri Bakradze informó que Zeda Vardzia fue utilizada como establo por los kurdos que vivían en los alrededores. Posteriormente, bajo el dominio soviético, el edificio fue restaurado, de 1975 a 1978, por los arquitectos R. Gverdtsiteli y T. Nemsadze. En 1997, la iglesia fue devuelta al uso cristiano, y volvió a ser habitada por una comunidad de monjas.

## Arquitectura
La iglesia de Zeda Vardzia está construida sobre una superficie rocosa aplanada artificialmente en el barranco superior de Zeda Vardzia. Es un diseño de dos naves, con una estoa abierta de tres arcos unida al sur. La extensión occidental es una adición posterior. El edificio fue construido con bloques de toba volcánica rectangulares. La nave principal es más alta y más grande que su contraparte norte y termina en un ábside profundo. Las dos naves están conectadas a través de arcos descansados sobre dos pilares. El interior estuvo en otro tiempo pintado en fresco, pero la pintura en su mayoría se ha desvanecido o se ha borrado.
Ambas naves, cubiertas con un techo inclinado, están ricamente adornadas en el exterior. Sobre la entrada hay una inscripción georgiana estilizada, en la escritura medieval de asomtavruli, que hace mención del ktetor Apridon, un importante dignatario del siglo XII. En una roca cercana hay una serie de viviendas en cuevas para monjes.